# Paranerita oroyana
Paranerita oroyana là một loài bướm đêm thuộc phân họ Arctiinae, họ Erebidae.